# Adrian Munteanu
Adrian Munteanu (n. 21 august 1948, Șcheii Brașovului, Brașov, România) este scriitor, actor de teatru, regizor și scenarist român. Este membru al Uniunii Scriitorilor din România.

## Biografie
Adrian Munteanu s-a născut în Șcheii Brașovului, la 21 august 1948.
A urmat liceul Unirea din Brașov, apoi a absolvit  Facultatea de Limba si Literatura Română la Constanța (prof. Cornel Regman, asistent Marin Mincu), a fost profesor în comuna Poiana Mărului în perioada 1972-1975, apoi, timp de 13 ani, a condus departamentul teatru la Așezământul Cultural Reduta din Brașov. Printre inițiativele sale în această perioadă se numără înființarea Cenaclului literar 19, alcătuit, printre alții, din scriitorii Gheorghe Crăciun, Alexandru Mușina, Simona Popescu, Andrei Bodiu, Marius Oprea, Angela Nache Mamier, Caius Dobrescu, Ovidiu Moceanu, Vasile Gogea etc. În cadrul aceleiași instituții a inițiat manifestarea complexă intitulată Studioul Artelor în care, alături de interpreți și formații din Brașov, au evoluat  nume importante din teatrul și muzica românească, precum Leopoldina Bălănuță, Ovidiu Iuliu Moldovan, Ștefan Iordache, Valeria Seciu, Silviu Stănculescu, Gheorghe Cozorici, Tudor Gheorghe, Iosif Sava, Aurelian Octav Popa, pianista Mihaela Ursuleasa.
În perioada 1988-1991 a fost directorul Clubului Cultural al Uzinei de Autocamioane.
În februarie 1990 a inițiat și a condus timp de șase luni primul post de televiziune din Brașov (Radioteleviziunea Transilvania) și unul dintre primele din țară de după 1989.
Din 1991 până în 2013 a fost redactor la Societatea Română de Radiodifuziune, corespondent pentru județul Brașov al Studioului de Radio Târgu Mureș. A deținut o rubrică săptămânală pe Radio România Cultural.
A jucat în numeroase piese de teatru și recitaluri de poezie, alături de  instrumentiști sau grupuri muzicale precum cvartetul Gaudeamus sau trio-ul Anatoly, a regizat spectacole, a scris scenarii. În palmares s-au adunat 21 de premii naționale de interpretare, regie sau creație literară.
În volum a debutat în anul 1999 cu trei cărți de basme în versuri, cuprinzând 365 de povești originale. În  2003 a realizat scenariul intitulat Povești fără sfârșit ( regia,scenografia,ilustrația muzicală și interpretarea actoricească ) cu care a întreprins un turneu de două luni în Canada.
Din anul 2004 scrie sonete. Este autorul volumelor Tăcerea clipei (Sonete 1), apărut la editura Arania, Brașov,2005, Casa fără ziduri (Sonete 2), Arania,2006, PAINGUL ORB ( Sonete 3), Arania,2007, Ferestre în cetate ( Sonete 4), Arania, 2008,  Femeie!…( Sonete 5), Minerva, Bucuresti, 2009,  Orele tăcerii (Sonete 6), Dacia XXI, Cluj-Napoca, 2010, volumul „7” cu care revine la Arania, în 2011, Parole sussurate dall`istante/Sonetele Clipei (bilingv română-italiană, traducere Eugen D. Popin) , editura Arania, Brașov, 2012, Odihna Zborului ( soneforisme), editura Arania, Brașov, 2014, Fluturele din Fântână (sonete alese), eLiteratura, București, 2015, Povestea Premiului NUX, eLiteratura, Bucuresști 2018,  Paingul Orb, editura Arania, 2020.
Colaborări cu poezie, eseistică și cronici de teatru la Ex Ponto, Astra, Observatorul ( Toronto), Atheneum ( Vancouver ), Dealul Melcilor, Apostrof, Leviathan, Rinocerul,  Oglinda Literară, Spații Culturale, Cuvântul nou, Luceafărul, Alternanțe, Banchetul, Vatra veche, Saeculum, Citadela, Cronica Veche, Agero(Stuttgard), Lumină Lină (New York), Respiro, Cetatea Culturală. Actualitatea Literară, Banchetul și într-o mulțime de reviste culturale on-line.  Deține premii naționale de interpretare teatrală, de regie, precum si câteva premii la concursuri de creație literară.Este organizator de evenimente culturale, actor și membru fondator al grupului Caii Verzi de pe Pereți din Brașov, cu care desfășoară o activitate culturală intensă, cu programări periodice ale unor autori importanți din spațiul literaturii românești. 
Din anul 2008 este membru al Uniunii Scriitorilor. În același an a preluat  editura ARANIA.
Volumul 7 a fost distins cu premiul Uniunii Scriitorilor, filiala Brașov, în 2011, iar în 2012 a primit Premiul European de Poezie NUX la Târgul Internațional de Carte de la Milano. Potrivit organizatorilor, acest premiu este acordat scriitorilor curajoși care s-au distins în lumea artistică și au adus o contribuție culturală majoră pentru umanitate.

## Activitate literară
- A debutat publicistic în anii studenției la revista Ex Ponto coordonată de Marin Mincu, unde a scris eseuri și cronici de teatru.
- A înființat în anul 1985 Cenaclul literar 19, alcătuit, printre alții, din scriitorii Andrei Bodiu, Gheorghe Crăciun, Alexandru Mușina, Simona Popescu, Andrei Bodiu, Marius Oprea, Caius Dobrescu, Ovidiu Moceanu, Angela Nache Mamier, Vasile Gogea, Paul Grigore etc.
- Colaborări cu poezie, eseistică și cronici de teatru la Romania Literară, Ex Ponto, Astra, Apostrof, Luceafarul, Alternanțe (Germania), Sinteze literare, Saeculum, Vatra Veche, Observatorul(Toronto), Atheneum din Vancouver (al cărui redactor a fost timp de patru ani), Dealul Melcilor, Oglinda Literară,“Lumină Lină”(New York),Cetatea Culturală, Citadela.
- Între 1998 și 2001 a scos trei volume de basme în versuri intitulate Seri cu licurici, volumul I – Semințele, editura Concordia, Brașov, volumul II - Darurile, editura Triumf, Brasov și volumul III – Bunătatea, editura Triumf, Brașov. Volumele cuprind 365 de basme.
- În  2003, din materialul existent în cele trei volume de basme, a realizat scenariul intitulat Povești fără sfârșit (regia, scenografia, ilustrația muzicală și interpretarea actoricească) cu care a întreprins un turneu de două luni în Canada, în cele mai importante comunități românești, de la Atlantic la Pacific, de la Vancouver la Montreal.
- Din anul 2004 scrie sonete și a editat următoarele volume :

Sonete 1(Tăcerea Clipei),editura „Arania”,Brașov,2005.
Sonete 2(Casa fără Ziduri),„Arania”,2006.
Paingul Orb(Sonete 3),Arania,2007.
Ferestre în Cetate(Sonete 4),Arania,2008.
Femeie !... (Sonete 5), editura Minerva, București,2009.
Orele Tăcerii (Sonete 6),editura Dacia XXI, Cluj-Napoca,2010.
7 (Sonete 7), editura Arania, Brașov, 2011.
Parole sussurate dall`istante/Sonetele Clipei (bilingv română-italiană, traducere Eugen D. Popin) , editura Arania, Brașov, 2012 ;
Odihna Zborului ( soneforisme), editura Arania, Brașov, 2014.
Fluturele din fântână, sonete alese, editura eLiteratura, București, 2014
Povestea Premiului NUX, eLiteratura, București, 2018
Paingul Orb, Arania, 2020
- Din anul 2008 este membru al Uniunii Scriitorilor. În același an a preluat  editura ARANIA, o editura fondată în 1991 de către scriitorul Daniel Drăgan.

## Activitate în teatru și televiziune
- Actor de teatru, regizor, scenarist, a adunat în palmares 21 de premii naționale de interpretare, regie sau creație literară.
- în 1970 a fost distind cu premiul I de interpretare la Festivalul Național al Artei Studențești, pentru rolul profesorului din Lecția de Eugen Ionescu.
- După absolvirea examenului de definitivare în învățământ, a fost transferat ca instructor cu probleme de teatru la Casa de Cultură a Municipiului Brașov (actualul Așezământ Cultural Reduta).
- A inițiat și a condus timp de trei ani manifestarea complexă intitulată Studioul Artelor în care, alături de interpeți și formații din Brașov, evoluau și nume importante din teatrul și muzica românească. Au fost la Brașov, în cadrul acestei manifestări, printre alții, Leopoldina Bălănuță, Ovidiu Iuliu Moldovan, Valeria Seciu, Silviu Stănculescu, Gheorghe Cozorici, Tudor Gheorghe, Iosif Sava, Aurelian Octav Popa, Tamara Buciuceanu, tânăra pianistă din Brașov Mihaela Ursuleasa.
- În 1988 a fost numit director al Clubului cultural de la uzina Steagu Roșu. Acolo a funcționat până în 1991. A înființat formații, a scris scenarii de teatru și a obținut alte numeroase premii naționale.
- În februarie 1990 a inițiat și a condus timp de șase luni primul post de televiziune din Brașov (Radioteleviziunea Transilvania) și unul dintre primele din țară.
- Din 1991 și până în 2013 a funcționat ca  redactor la Societatea Română de Radiodifuziune, Studioul Regional de Radio Târgu Mureș, după ce, în prealabil, realizase emisiuni radiofonice timp de cinci ani la Centrul de Radioficare Brașov. A avut o rubrică săptămânală pe Radio Romania Cultural.
- este unul dintre inițiatorii și organizatorii Grupului de litere-sunete-și-culori Caii Verzi de pe pereți din Brașov, grup care organizează numeroase întâlniri cu personalități din spațiul literaturii românești.
- susține spectacole de Performance Poetry , alcătuite din sonetele proprii și, separat, din basmele sale în versuri. A fost prezent  cu recitalurile sale, în dubla calitate de poet și actor, la Milano, Torino, Roma, Munchen, Edinburgh, Seattle și Maryhil (SUA), Vancouver, Toronto, Kitchener, Hamilton, Ottawa, Montreal și Quebec. Își continuă neabătut traseul unic în România.

## Premii literare
- marele premiu „ Tudor Arghezi” pentru teatru, Festivalul Național de creație literară Tudor Arghezi, 1985 ;
- premiul I pentru dramaturgie la concursul organizat de Radio Târgu Mureș, 1985 (scenariul Visul a fost interpretat de actorii Teatrului National din localitate, regia Nicolae Scarlat)
- premiul I pentru eseu, concursul de creație literară „Traian Demetrescu“, Craiova 1987 (pentru eseul Luceafărul – entități antinomice)
- premiul Centrului de îndrumare Dolj pentru teatru la concursul de creație literară Tradem,1987;
- premiul III pentru poezie la concursul de creație literară Andrei Mureșanu, Brașov, 1988;
- premiul Uniunii Scriitorilor, filiala Brașov, în 2011, pentru volumul de sonete „7”
- Premiul European de Poezie NUX la Târgul Internațional de Carte de la Milano, 2012

## Opera
- Seri cu licurici (volumul I – Semințele), editura Concordia, Brasov, 2000.
- Seri cu licurici (volumul II - Darurile), editura Triumf, Brasov, 2001.
- Seri cu licurici (volumul III – Bunătatea), editura Triumf, Brașov, 2003.
- SONETE 1, editura Arania, Brașov, 2005.
- SONETE 2, editura Arania, 2006.
- Paingul Orb(Sonete 3), editura Arania, 2007.
- Ferestre în Cetate(Sonete 4), editura Arania, 2008.
- FEMEIE !... (Sonete 5), editura Minerva, Bucuresti, 2009.
- Orele Tăcerii (Sonete 6), editura Dacia XXI, Cluj-Napoca, 2010.
- 7 (Sonete 7), editura Arania, Brașov, 2011.
- Parole sussurate dall`istante/Sonetele Clipei (bilingv română-italiană, traducere Eugen D. Popin) , editura Arania, Brașov, 2012.
- Odihna Zborului ( soneforisme), editura Arania, Brașov, 2014
- Fluturele din fântână, sonete alese, editura eLiteratura, București, 2014
- Povestea Premiului NUX, eLiteratura, București, 2018.
- Paingul Orb, Arania, 2020

## Prezență în antologii
- Testament - Anthology of Modern Romanian Verse - Bilingual Edition (English/Romanian)  -  Testament - Antologie de Poezie Română Modernă - Ediție Bilingvă (Engleză/Română) - (Daniel Ionita, Editura Minerva 2012 - ISBN 978-973-21-0847-5)
- “Parole sussurate dall`istante/Sonetele Clipei” (bilingv română-italiană, traducere Eugen D. Popin) , editura Arania, Brașov, 2012

## Afilieri
- Membru în Uniunea Scriitorilor din România
- Membru al Uniunii Ziaristilor Profesioniști din România
- Membru al Asociației Scriitorilor de Limbă Română din Québec
- Membru al Asociației Foștilor Deținuți Politici